# Nu är det nu
Nu är det nu eller Nu är det NU! (som det hette till och med vårsäsongen 2002) är ett svenskt barnprogram med Katti Hoflin som programledare. Programmet var ett samarbetsprojekt mellan SVT, YLE, DR och NRK och visades också i Finland, Norge och Danmark. Premiärprogrammet sändes på SVT1 1 januari 2000.
På den ena sidan av den himmelsblå globen ligger huset där Katti bor och experimenterar. På den andra sidan bor hundgänget - hundar som älskar matematik. Varje program har ett övergripande tema som presenteras av ett barn. Det kan vara vänskap, orättvisa, rymd, kroppen, temperaturer, hur det blir regn, hur kan man flyga osv. Hundarna har nummer på ryggen vilket också är deras namn. På programmet fanns det också andra olika inslag. På Minideckarna försökte deckarna Alex, Osborn, Peppe och Smulan lösa många olika mysterier.

## Hundar
- 1:an, en ganska lat basset hound som samlar klockor, spelad av Robert Dröse[1]
- 2:an, en ganska kaxig on konkurrenskraftig Chinese crested dog, spelades av Kim Sulocki[1]
- 3:an, klokast av alla hundarna som är en engelsk cockerspaniel, ägar ett par glasögon och älskar trekanter spelad av Iwa Boman[1]
- 4:an, den besvärliga av hundarna, ägar linjaler och älskar fyrkanter spelad av Johanna Westman[1]
- 5:an, yngst av alla hundarna som är en blyg och rädd fransk bulldoggsvalp, ägar en ryggsäck och en kulram, spelad av Kim Sulocki[1]
- 6:an, en ganska bekymmersam lakelandterrier som är kär i 7:an, ägar en dator, spelad av Fredrik Berling[1]
- 7:an, en afghanhund som är en mycket utseendefixerad hund, kär i 10:an och 6:an, äger en mobiltelefon och älskar sjublommor (blommor som liknar siffran 7), spelad av Katti Hoflin[1]
- 8:an, en mycket hurtfrisk siberian husky som ofta anordnar tävlingar med de andra hundarna, ägar en cykel, spelad av Pia Johansson[1]
- 9:an, en stark hund som samlar "nollor" (som rockringar och badringar), spelad av Göran Forsmark[1]
- 10:an. Det enda man vet om 10:an är att han är söt, har långa öron, har mjuk päls, och jagar motorcycklar. Han nämns vid namn i serien men man får aldrig se honom.